# Academia Vengadores
Academia Vengadores es una serie de Marvel Comics que debutó en junio de 2010 como parte de la "Edad Heroica". La serie está escrita por Christos Gage, el arte por Mike McKone y cuenta la historia de un grupo de jóvenes superhéroes que fueron seleccionados para unirse a una academia de entrenamiento para el equipo de superhéroes de Los Vengadores. La serie llegó a su final después de treinta y nueve ediciones en noviembre de 2012.

## Historia de la publicación
Marvel anunció por primera vez el lanzamiento de Avengers Academy realizado por el equipo creativo de Christos Gage y Mike McKone en marzo de 2010 mediante la liberación de un conjunto de imágenes de los estudiantes de este título. El primer estudiante que se reveló fue Veil seguido por Striker, Reptil, Mettle (bajo el nombre de Fortress), Finesse y Hazmat. El cómic fue lanzado en junio de 2010 y lleno el lugar en el calendario de publicación dejado vacante por Avengers: The Initiative. La facultad se reveló el mes siguiente.
En junio de 2010, Marvel anunció el cruce de la serie con Thunderbolts #147, que está sustentada en la historia "Scared Straight" presentado en la Avengers Academy #3 y 4.
En septiembre de 2010, Marvel bromeando comento que Giant Man se uniría el título a partir de la edición #7 de diciembre de 2010, lo que sugiere que Hank Pym, quien opera bajo el nombre de código "Wasp", se ponía de nuevo su antiguo disfraz de "Giant Man".
En marzo de 2011, la serie se interpola con The Amazing Spider-Man #661 y 662, que contó con Spider-Man como un maestro sustituto.
En mayo de 2011, Marvel publicó Avengers Academy Giant Size #1, una edición de 80 páginas por el escritor Paul Tobin y el artista David Baldeón. A partir de junio de ese año, la serie toma parte en la historia de "Fear Itself" en las ediciones #15 - 20. Las siguientes cuatro impresiones vinculan el epílogo del cruce en la historia con "Héroes Shattered", durante la cual el lugar donde se desarrollaba la serie es reubicado a la costa oeste Estados Unidos e introdujo nuevos estudiantes a tiempo parcial y completo en Avengers Academy  #21 en noviembre de 2011. Los estudiantes de medio tiempo incluyen Spider-Girl, She-Hulk (Lyra), Power Man, Machine Teen, Batwing, Butterball, Wiz Kid, Juston Seyfert y su Centinela, Thunderstrike, Corredor Cohete y los miembros de Loners. Los nuevos miembros de la clase principal incluyen a White Tiger y Lightspeed. X-23 también se convirtió en un miembro del reparto regular a partir de Avengers Academy #23. Los Runaways visitaron la Avengers Academy en una historia de dos partes en la Avengers Academy #27 en marzo de 2012.
En 2012, la serie se enlaza con la historia de Avengers vs. X-Men, que comienza con la edición #31 (junio de 2012), en la que los estudiantes se enfrentan contra algunos de los personajes más jóvenes de los X-Men y hacen frente a las repercusiones de los hechos. La serie terminó con la edición #39 (noviembre de 2012).

## Argumento

### "Edad heroica"
En el inicio de la historia 2008-2009 "Dark Reign", se descubrió que Norman Osborn había manipulado a varios jóvenes con superpoderes para sus propios fines. Seis de estos adolescentes están ahora colocados en un programa llamado Avengers Academy situado en Infinite Avengers Mansion, dirigida por Henry Pym, con Tigra, Justice, Speedball y Quicksilver como maestros. Dicen que el objetivo es enseñar a estos jóvenes cómo llegar a ser héroes. Sin embargo, los estudiantes pronto descubren que fueron seleccionados porque sus perfiles indican que son los más propensos a convertirse en villanos. Después de descubrir la verdad, Finesse chantajea a Quicksilver para que le enseñase todo lo que le enseñaron en Brotherhood of Mutants, lo amenazan con exponer el hecho de que él robó los Cristales Terrigen y no el impostor Skrull que él afirmaba haber cometido el crimen.
Pym lleva a los estudiantes a "The Raft", la prisión para supervillanos con el objetivo de atemorizarlos. Durante el recorrido, Hazmat utiliza un EMP para cerrar la prisión. Hazmat, Mettle y Veil localizan la celda de Norman Osborn con el fin de vengarse. Osborn sin embargo manipula sus emociones sobre los secretos que Pym guardaba de ellos y los convence que algún día podrá curarlos de sus enfermedades individuales.
Los estudiantes adquieren notoriedad después de derrotar a Whirlwind. Sin embargo, se le es revelado a Striker que su madre le pagó a Whirlwind para organizar el ataque con el fin de conseguirle a él un poco de publicidad. Reptil fue escogido para ser dirigente estudiantil pero después de un enfrentamiento con Mentallo, pierde el control y casi muere. Sus maestros le sugieren que busque ayuda pero él se niega a hablar con la facultad. A continuación, ellos establecieron una reunión con Jessica Jones, quien tuvo problemas similares y Reptil finalmente se abre sobre muchas de las cosas que le han ido preocupando, pero mantiene sus preocupaciones acerca de sus compañeros de estudios y la academia, en privado.
Hank Pym encuentra una manera de traer a su difunta esposa Wasp de vuelta a la vida pero después de reflexionar y una batalla con Absorbing Man, decide no hacerlo porque los riesgos son demasiado grandes. Adopta su antiguo personaje de Giant-Man como una forma de dejar ir y seguir adelante.
Después que el video de Hood atacando a Tigra se vuelve viral, Hazmat, Vail y Striker rastrean a Hood, ahora sin poderes, y lo torturan. Vail graba el incidente y los estudiantes suben el video de la misma manera como el del asalto de Tigra. Cuando los estudiantes muestran el video a Tigra, enfurece y expulsa a todos los implicados. Quicksilver ayuda a Finesse a buscar a Taskmaster creyendo que él es su padre biológico, pero regresó antes para asistir a una reunión de la facultad para determinar si la decisión de Tigra de expulsar Hazmat, Veil y Striker era justa. Los profesores revocan la decisión y en su lugar colocan a los estudiantes involucrados en condicional. Después que los estudiantes expulsados son readmitidos, Speedball los lleva a un viaje a Stamford, Connecticut para visitar el memorial del incidente que comenzó la Guerra Civil. En el memorial, el grupo es atacado por los hombres de cobalto que Speedball derrota fácilmente usando sus poderes como Penitencia. Veil más tarde se cuela en el laboratorio de Henry Pym con el fin de encontrar una manera de ayudar a traerlo de vuelta a Wasp.
Velo pronto descubre que lo que parecía ser la Avispa, era de hecho, Carina, la esposa de Korvac. Korvac sigue a Carina y los Vengadores son convocados para luchar contra él. Con los Vengadores derrotados, Carina utiliza sus poderes para transformar a los alumnos en adultos. Carina dice a los estudiantes que ella ha depositado su conciencia en sus cuerpos adultos de futuros posibles. Después que los estudiantes derrotaran a Korvac, estos vuelven a sus cuerpos normales con la excepción de Reptil, quien permanece en su cuerpo adulto de un futuro posible. En la noche del baile de la Avengers Academy con los miembros de los Young Allies y miembros anteriores de la Initiativeen asistiendo, Reptil todavía en su cuerpo adulto baila con Komodo. Cuando Hardball acusa Reptil de coquetear con "su chica", se desata una pelea pero es pronto interrumpida por Henry Pym y Speedball. Después de la pelea Reptil habla con Spider-Girl, quien le dice que a ella le gustaba la forma en la que él era y éste vuelve a su cuerpo adolescente.
Mientras que los Vengadores adultos están tratando con la erupción del volcán Etna, Tigra y los estudiantes se enteran de que Electro se ha colado en un laboratorio francés. Una vez en la escena, los estudiantes descubren que Electro es acompañada por el resto de los Sinister Six. Los Sinister Six dominan a los estudiantes y el Doctor Octopus roba un dispositivo autosustentable. El equipo apenas se escapa antes de una explosión destruyera el laboratorio. De vuelta a la academia, Henry Pym le dice a los estudiantes que ha fallado en prepararlos para una lucha como esa y que van a entrenar más duro, como resultado.
Los estudiantes conocen a otro joven con superpoderes que fue manipulado por Norman Osborn llamado Jeremy Briggs. Desde la derrota de Osborn, Briggs ha logrado convertirse en un multimillonario. Él le muestra a los estudiantes varios otros adolescentes torturados por Osborn, algunos de los cuales han decidido utilizar sus poderes para ayudar a la gente directamente. Sin embargo, cuando Finesse revela que Briggs estaba diciendo mentiras y utilizaba a los adolescentes para sus propios fines, ellos lo atacaron. Briggs somete a los estudiantes, pero en última instancia, les permite ser sacados de su edificio por seguridad indicando que él podría matarlos si lo deseara, pero no hoy.

### "Miedo encarnado"
Durante la saga del 2011 "Miedo encarnado", Henry Pym, Quicksilver, Yocasta y Justice persiguen a los criminales que escaparon de The Raft. Tigra y los estudiantes son enviados a Washington D. C. para ayudar a combatir a Skadi y sus soldados mecanizados. Pym es derrotado por Greithoth: Breaker of Wills, mientras Quicksilver y Justice son vencidos por Skirn: Breaker of Men. Después de derrotar a los soldados restantes, Tigra y los estudiantes regresaron a la Academia cuando es atacada por Skirn y Greithoth. Las puertas dimensionales de la Academia son destruidas en el ataque y los estudiantes quedan atrapados con Skirn y Greithoth en el interior. Los estudiantes utilizan los generadores de partículas Pym para escapar del espacio subatómico en donde reside la Academia. Sin embargo Greithoth sabotea los generadores causando que la Academia crezca con ellos, lo que amenaza con aplastar toda una ciudad si crece al espacio normal. Con el fin de evitar que la Academia destruya la ciudad, los estudiantes crean un plan para destruirla. A pesar de que el plan funciona, Greithoth y Skirn escapan. A raíz de la batalla, Veil está enojado porque son utilizados en una guerra y abandona la Academia. Veil obtiene un trabajo en la empresa química de Jeremy Briggs conternando a la facultad y los estudiantes. Speedball, ahora en paz con su pasado también decide seguir adelante y volver a su vida como un superhéroe a tiempo completo junto con Justice. Con la Infinity Avengers Mansion destruida, Henry Pym traslada la Academia a la sede de los Vengadores de la Costa Oeste en Palos Verdes, California.

### "Héroes Shattered"
Con la llegada de nuevos estudiantes a la Academia, los estudiantes originales temen que están siendo reemplazados. Después de una discusión con el profesorado y otros miembros de los Vengadores, Capitán América disipa sus temores. Quicksilver descubre el cuerpo de Yocasta, quien parece haber sido asesinada en el interior de la Academia durante la conmoción. Henry Pym invita a los X-Men a la Academia para ayudar a investigar el asesinato de Yocasta. Una pelea estalla entre Magneto y Quicksilver que implica al resto de los X-Men y la Academia. Una vez que la investigación continúa, Pym concluye que el atacante de Yocasta debe haber venido de fuera de la Academia, posiblemente, de otra época o dimensión. La Academia acoge a Hybrid después de ser rescatado de un tiroteo con los Purifiers pero pronto se descubre que su objetivo es establecer a sí mismo como rey de Wraithworld. Hybrid encuentra un aliado en una versión futura de Reptil, que ha tomado posesión sobre el cuerpo de su yo pasado con el fin de asegurarse de que ciertos eventos ocurren para mantener la historia de su futuro. Uno de estos eventos es que Hybrid "asesina a la mitad de la Academia". Para facilitar esto, Reptil comienza a llevar a los estudiantes y profesores de uno a uno a Hybrid para que pueda alimentarse de sus poderes. Sin embargo Reptil reconsidera la situación y envía una señal de socorro a Veil, que regresa con Yocasta, y juntos lograron expulsar a Hybrid de esa dimensión. Yocasta revela que ella fingió su muerte porque ella cree que la Academia está poniendo la vida de los estudiantes en riesgo y se ha aliado con Jeremy Briggs y Veil. Briggs parece reclutar a otros estudiantes a su bando, pero después de un enfrentamiento intenso las dos partes lleguen a una solución pacífica, permitiendo a los estudiantes decidir por sí mismos y poder trabajar juntos cuando sea necesario.

### "Vengadores vs X-Men"
Durante la historia del 2012 de "Avengers vs. X-Men", los Vengadores llevan a los niños mutantes dejados por los X-Men después de la batalla de la utopía a la Academia Vengadores para evitar que interfieran en la guerra. Hércules organiza una competición deportiva entre los estudiantes de la Academia y los mutantes para aliviar las tensiones entre los grupos, pero después de un rato los mutantes optan por excluirse a sí mismos. Mientras tanto, Sebastian Shaw escapa de la celda en el interior de la Academia donde Wolverine lo encerró. Hércules, Tigra y Madison Jeffries tratan de atrapar Shaw, pero son derrotados. Mientras tanto, X-23 trata de averiguar si debería juntarse con sus antiguos amigos de Utopía o sus amigos actuales en la Academia Vengadores. Después de hablar con Finesse, ella es testigo de como los jóvenes mutantes de Utopía (Ricochet, Wiz Kid y Hollow) hacen frente a los estudiantes de la Academia. Cuando Juston Seyfert y su Centinela tratan de detener a los jóvenes mutantes, X-23 ataca al robot y lo obliga a retirarse, decidiendo que los jóvenes mutantes no deben ser privados de su libertad para salir de la Academia, si es que así lo quieren. Shaw aparece de repente delante de los adolescentes. Antes de que comience una batalla, X-23 y Finesse advierten a sus amigos que el lenguaje corporal de Shaw indica que él no quiere hacer daño a nadie, sino que quiere ayudar a los niños mutantes a escapar. Después de que ambas partes están de acuerdo en que los niños mutantes no deben ser retenidos en contra de su voluntad, Tigra sugiere fingir una pelea con el objetivo de justificar su huida frente a las cámaras de la Academia. Después de la batalla falsa, Surge y Dust invitan a X-23 para unirse a ellos, pero ella se niega. Los jóvenes mutantes se van, a excepción de Loa, quien decide quedarse en la Academia.
Después que los Phoenix Five (formado por Cíclope, Colossus, Emma Frost, Magik y Namor empoderados por la Phoenix Force) regresan a la Tierra y comienzan a reformar el mundo, X-23 siente que el Sentinel de Seyfert debe ser destruido, ya que todavía tiene la directiva para exterminar mutantes. Pero él sostiene que esta directiva no es su primaria y que aprendió a superarla. Debido a que Emma Frost destruye Centinelas en todo el mundo, finalmente llega a la Academia y exige destruir el Sentinel o que borraran su programación. Juston se niega argumentando que sería como borrar el individuo en el que se ha convertido su Sentinel. Giant-Man, X-23 y el resto de los estudiantes están de acuerdo y defienden a Sentinel contra Emma Frost. A medida que el personal de la Academia y los estudiantes luchan contra Emma Frost, ambos lados de la batalla discuten la ética en su intento de destruir el Sentinel de Juston. Finesse pide la ayuda de Quicksilver, pero él se niega, afirmando los Centinelas solo existen como máquinas asesinas de mutantes, sin embargo, instantes antes de que Emma destruyese el Sentinel de Juston, Quicksilver sustituye su núcleo central de procesamiento con la de otro robot, salvando así la "vida" del Centinela y sus recuerdos. Después que Emma deja la Academia, Giant-Man y Tigra anuncian que la Academia será cerrada, para mantener a los estudiantes fuera de la guerra entre los Vengadores y los X-Men.

### "Examen Final"
Tras el cierre de la Academia, los estudiantes son llamados por Jeremy Briggs proclamando que él ha encontrado una cura. Vail revela a los estudiantes que la han curado con el nuevo invento de Alchemist llamado "Clean Slate". Después que Mettle y Hazmat toman la cura, Jeremy revela sus verdaderas intenciones: quitarle sus poderes a los sobrehumanos y volver dar sus habilidades a los individuos, a los que el considere dignos. Después de derrotar a los estudiantes con la ayuda de los Young Masters, Briggs se extiende su oferta a Hazmat, Mettle, Striker, y Veil, quienes aceptan. Los estudiantes sin poderes se reagrupan y logran acabar con Big Cero. Con los Young Masters y Briggs, pensando que están muertos, los estudiantes sin poderes hacen su camino hacia el laboratorio de Brigg en busca de un antídoto. Mientras tanto, Striker engaña a Enchantress para que le diera el antídoto y la ataca, pero es casi asesinado por Briggs. Durante el alboroto, Veil da el antídoto a Hazmat y Mettle. Hazmat rescata Striker pero Briggs y la Enchantress escapan. En el laboratorio, los estudiantes sin poderes derrotan a Coat of Arms, al mismo tiempo que Hazmat, Mettle, Striker y Veil llegan con el antídoto. Los estudiantes hacen su camino a la azotea, pero descubren que Briggs ha lanzado misiles con "Clean Slate". Lightspeed se dirige detrás de los misiles y desarma algunos, mientras que Veil engaña a los científicos de Briggs para liberar a Yocasta para que pueda redirigir al resto. Mientras tanto, durante la batalla entre el resto de los estudiantes y Briggs y Enchantress, la última es herida y se retira, mientras que X-23 queda inconsciente. Finesse utiliza las garras del X-23 para apuñalar a Briggs dejándolo sangrar hasta la muerte.
De vuelta en la Academia, la facultad organiza un partido de fútbol de intramuros entre Avengers Academy y la Jean Grey School for Higher Learning y algunos de los estudiantes de la Academia son promovidos para ser Vengadores de nivel asociados mientras al mismo tiempo continuar su formación en la Academia.

## Personajes

### Profesores
| Personaje     | Nombre Real            | Ingreso en                               | Notas |
| ------------- | ---------------------- | ---------------------------------------- | --- |
| Giant-Man     | Henry Jonathan Pym     | Avengers Academy #1 (junio de 2010)      | Director |
| Tigra         | Greer Grant Nelson     | Avengers Academy #1 (junio de 2010)      | |
| Quicksilver   | Pietro Django Maximoff | Avengers Academy #1 (junio de 2010)      | |
| Justice       | Vance Astrovik         | Avengers Academy #1 (junio de 2010)      | Deja la Academia en Avengers Academy #20 (octubre de 2011)                                                      |
| Speedball     | Robbie Baldwin         | Avengers Academy #1 (junio de 2010)      | Deja la Academia en Avengers Academy #20 (octubre de 2011)                                                      |
| Jocasta       | Jocasta                | Avengers Academy #1 (junio de 2010)      | Deja la Academia en Avengers Academy #21 (noviembre de 2011), regresa en Avengers Academy #38 (octubre de 2012) |
| Ojo de halcón | Clinton Francis Barton | Avengers Academy #21 (noviembre de 2011) | |

### Maestros Invitados
| Personaje       | Nombre Real         | Apareció en                                 | Notes |
| --------------- | ------------------- | ------------------------------------------- | ----- |
| Iron Fist       | Danny Rand          | Avengers Academy #3 (octubre de 2010)       |       |
| Valkyrie        | Brunnhilde          | Avengers Academy #3 (octubre de 2010)       |       |
| Capitán América | Steve Rogers        | Avengers Academy #5 (diciembre de 2010)     |       |
| Dr. Strange     | Dr. Stephen Strange | Avengers Academy #10 (mayo de 2011)         |       |
| The Protector   | Noh-Varr            | Avengers Academy #10 (mayo de 2011)         |       |
| Spider-Man      | Peter Parker        | Amazing Spider-Man #661 (julio de 2011)     |       |
| Hércules        | Hércules            | Avengers Academy #29-31 (mayo-jnio de 2012) |       |

### Estudiantes
| Personajes      | Nombre Real              | Apareció en                              | Notes |
| --------------- | ------------------------ | ---------------------------------------- | --- |
| Finesse         | Jeanne Foucault          | Avengers Academy #1 (junio de 2010)      | |
| Hazmat          | Jennifer Takeda          | Avengers Academy #1 (junio de 2010)      | |
| Mettle          | Ken Mack                 | Avengers Academy #1 (junio de 2010)      | |
| Reptil          | Humberto Lopez           | Avengers Academy #1 (junio de 2010)      | Líder de los Estudiantes |
| Striker         | Brandon Sharpe           | Avengers Academy #1 (junio de 2010)      | |
| Veil            | Madeline Berry           | Avengers Academy #1 (junio de 2010)      | Deja la Academia en Avengers Academy #20 (octubre de 2011), regresa en Avengers Academy #38 (octubre de 2012), Se vuelve a ir en Avengers Academy #39 (noviembre de 2012) |
| Batwing         | James Santini            | Avengers Academy #21 (noviembre de 2011) | |
| Butterball      | Emery Schaub             | Avengers Academy #21 (noviembre de 2011) | |
| Hollow          |                          | Avengers Academy #21 (noviembre de 2011) | |
| Juston Seyfert  |                          | Avengers Academy #21 (noviembre de 2011) | |
| Lightspeed      | Julie Power              | Avengers Academy #21 (noviembre de 2011) | Asistente de Profesor |
| Machine Teen    | Adam Aaronson            | Avengers Academy #21 (noviembre de 2011) | Se va en Avengers Academy #26 (February 2012) |
| Power Man       | Victor Álvarez           | Avengers Academy #21 (noviembre de 2011) | |
| Ricochet        | Johnny Gallo             | Avengers Academy #21 (noviembre de 2011) | |
| Corredor Cohete | Robert Farrell           | Avengers Academy #21 (noviembre de 2011) | Se va en Avengers Academy #26 (February 2012) |
| She-Hulk        | Lyra                     | Avengers Academy #21 (noviembre de 2011) | |
| Spider-Girl     | Anya Corazon             | Avengers Academy #21 (noviembre de 2011) | |
| Thunderstrike   | Kevin Masterson          | Avengers Academy #21 (noviembre de 2011) | |
| Turbo           | Michiko "Mickey" Musashi | Avengers Academy #21 (noviembre de 2011) | |
| White Tiger     | Ava Ayala                | Avengers Academy #21 (noviembre de 2011) | |
| Wiz Kid         | Taki Matsuya             | Avengers Academy #21 (noviembre de 2011) | |
| Hybrid          | Jimmy Marks              | Avengers Academy #23 (diciembre de 2011) | Desaparece de la tierra en Avengers Academy #25 (febrero de 2012) |
| X-23            | Laura Kinney             | Avengers Academy #23 (diciembre de 2011) | |

## Tomos
| Título                                                         | Recolección                                                            | ISBN           | Fecha de publicación |
| -------------------------------------------------------------- | ---------------------------------------------------------------------- | -------------- | -------------------- |
| Avengers Academy Volume 1: Permanent Record                    | Avengers Academy #1-6 and material from Enter the Heroic Age           | 0785144943     | 26 de enero de 2011  |
| Avengers Academy Volume 2: Will We Use This in the Real World? | Avengers Academy #7-13                                                 | 078514496X     | 15 de junio de 2011  |
| Avengers Academy: Arcade - Death Game                          | Avengers Academy Giant-Size #1, Marvel Team-Up #89, and Spider-Man #25 | 0785156305     | 31 de agosto de 2011 |
| Fear Itself: Avengers Academy                                  | Avengers Academy #14-20, 14.1                                          | 0785152008     | 21 de marzo de 2012  |
| Avengers Academy Volume 3: Second Semester                     | Avengers Academy #21-28                                                | 0785152024     | 25 de abril de 2012  |
| Avengers vs. X-Men: Avengers Academy                           | Avengers Academy #29-33, Secret Avengers #26-28                        | 978-0785165811 | 26 de marzo de 2013  |
| Avengers Academy Volume 4: Final Exams                         | Avengers Academy #34-39                                                | 978-0785160311 | 29 de enero de 2013  |